# Hans Merbach
Hans Erich Merbach (10 mai 1910 à Gotha - 14 janvier 1949 à Landsberg am Lech) est un SS-Obersturmführer allemand, Schutzhaftlagerführer, Adjudant dans le camp de concentration de Buchenwald ainsi que commandant de la brigade canine dans le camp de concentration d'Auschwitz.

## Biographie
Employé de banque, il entre au NSDAP en 1930 (n° 259 233) et à la SS en 1933 (n° 3 387). 
Merbach travaille d'abord à Buchenwald en 1940 où il est le commandant d'une compagnie de gardes SS, puis est envoyé à Auschwitz à l'automne 1942 comme chef de la compagnie canine (il succède à ce poste à Josef Bailer). Les gardes avec chiens de cette compagnie encadraient les Außenkommandos de prisonniers. Il reste à ce poste jusqu'à l'évacuation puis retourne à Buchenwald, où il sera notamment le responsable de ce train d'évacuation vers Dachau (40 wagons à plateforme ouverts) qui mettra trois semaines à parvenir à destination, en conséquence de quoi les prisonniers étaient tous morts. 
Capturé, il passe en procès en 1947 (procès de Buchenwald à Dachau) et nie les faits qui lui sont reprochés. Reconnu coupable, il est condamné à mort le 31 décembre 1948 et pendu en janvier 1949.